# Nabalus
Nabalus es un género de plantas con flores perteneciente a la familia Asteraceae. Es originario de Asia.

## Especies
1. Nabalus acerifolius Maxim. in Bull. Acad. Imp. Sci. Saint-Pétersbourg 15: 376. 1871
2. Nabalus alatus Hook., Fl. Bor.-Amer. 1: 294. 1833
3. Nabalus albus (L.) Hook., Fl. Bor.-Amer. 1: 294. 1833
4. Nabalus altissimus (L.) Hook., Fl. Bor.-Amer. 1: 294. 1833
5. Nabalus angustilobus (C.Shih) Sennikov in Novosti Sist. Vyssh. Rast. 32: 180. 2000
6. Nabalus asper (Michx.) Torr. & A.Gray, Fl. N. Amer. 2: 483. 1843
7. Nabalus barbatus (Torr. & A. Gray) A. Heller in Muhlenbergia 1: 8. 1900
8. Nabalus bootii DC., Prodr. 7: 241. 1838
9. Nabalus crepidineus (Michx.) DC., Prodr. 7: 242. 1838
10. Nabalus faberi (Hemsl.) Sennikov in Novosti Sist. Vyssh. Rast. 32: 180. 2000
11. Nabalus integrifolius Cass. in Cuvier, Dict. Sci. Nat. 34: 96. 1825
12. Nabalus leptanthus (C. Shih) Sennikov in Novosti Sist. Vyssh. Rast. 32: 180. 2000
13. Nabalus mainensis (A. Gray) A.Heller in Muhlenbergia 1: 8. 1900
14. Nabalus nipponicus Franch. & Sav., Enum. Pl. Jap. 2: 420. 1878
15. Nabalus ochroleucus Maxim. in Bull. Acad. Imp. Sci. Saint-Pétersbourg 15: 376. 1871
16. Nabalus pyramidalis (C. Shih) Sennikov in Novosti Sist. Vyssh. Rast. 32: 180. 2000
17. Nabalus quercifolius Bertol. in Novi Comment. Acad. Sci. Inst. Bononiensis 7: 201. 1844
18. Nabalus racemiformis (C. Shih) Sennikov in Novosti Sist. Vyssh. Rast. 32: 180. 2000
19. Nabalus racemosus (Michx.) Hook., Fl. Bor.-Amer. 1: 294. 1833
20. Nabalus roanensis Chick. in Bot. Gaz. 5: 155. 1880
21. Nabalus sagittatus (A. Gray) Rydb. in Mem. New York Bot. Gard. 1: 463. 1900
22. Nabalus serpentarius (Pursh) Hook., Fl. Bor.-Amer. 1: 294. 1833
23. Nabalus tatarinowii (Maxim.) Nakai, Fl. Sylv. Kor. 14: 116. 1923
24. Nabalus trifoliolatus Cass. in Cuvier, Dict. Sci. Nat. 34: 95. 1825